# کتابخانه مرکزی آستان قدس رضوی
کتابخانهٔ آستان قدس رضوی یکی از بزرگترین کتابخانه‌های ایران و خاورمیانه و متعلق به آستان قدس رضوی است که در شهر مشهد و در حرم امام رضا قرار دارد. این کتابخانه زیر مجموعه سازمان کتابخانه‌ها، موزه‌ها و مرکز اسناد آستان قدس رضوی است. به گفته نورالدین سنابادی عزیز، پژوهشگر تاریخ شفاهی، سال ۳۲۷ هجری قمری نخستین جزوات قرآنی را کشواد بن املاس، حکمران اصفهان وقف حرم امام رضا کرد و ‌به نوعی می‌توان این تاریخ را مبدا شکل‌گیری و تاسیس کتابخانه آستان قدس رضوی به‌شمار آورد. در سال ۹۵ حدود ۸ میلیون نفر مراجعه کننده به کتابخانه ثبت شدند.

## تاریخچه
به گفته نورالدین سنابادی عزیز، پژوهشگر تاریخ شفاهی، سال ۳۲۷ هجری قمری نخستین جزوات قرآنی را کشواد بن املاس، حکمران اصفهان وقف حرم امام رضا کرد و ‌به نوعی می‌توان این تاریخ را مبدا شکل‌گیری و تاسیس کتابخانه آستان قدس رضوی به‌شمار آورد. مجموعه این کتاب‌ها در محلی خاص واقع در مسجد بالاسر به نام "قرائت‌خانه" جمع شد، افزایش این کتب و ادعیه و سایر کتاب‌های مورد نیاز طلاب بعدها در مکانی در جوار مرقد به نام قرائت‌خانه قرار گرفت. کوچ شیعیان، اجتماع علما، فرهیختگان و طلاب و تاسیس مدارس علوم دینی از جمله عوامل توسعه کتابخانه بود. با وقف اولین کتاب‌ها آوازه این اقدام همه جا پیچید و آستان قدس رضوی تصمیم گرفت مکانی را به این کتاب‌ها اختصاص دهد و با توسعه کتاب‌ها فضایی به عنوان کتابخانه در حرم رضوی ایجاد شد. به گفته ایسنا این کتابخانه یکی از بزرگترین کتابخانه‌های جهان اسلام است و در ایران جزو رتبه‌های اول قرار دارد و پایگاه داده‌های آموزشی آزاد (OEDB) در آمریکا، رتبه هفتم را در بین ۲۰ کتابخانه معتبر که جهان را اعطا کرد.

## ساختمان
این کتابخانه ۶ بار در حرم جابه‌جا شد که به ترتیب مسجد بالاسر، بالای کفشداری ۱۰، صحن موزه (پهلوی سابق)، تالار آینه، درب قسمت شرقی موزه و محل فعلی کتابخانه آخرین ساختمان آن است. مساحت، این کتابخانه ۳۰ هزارمتر مربع در سه طبقه و در بین ضلع شیرازی و طبرسی واقع شده است. این کتابخانه در سال ۱۳۷۴ و همزمان با روز تولد علی بن موسی الرضا توسط اکبر هاشمی رفسنجانی افتتاح شد و ۱۲ سال ساخت آن به طول انجامید. سید روح‌الله خمینی در حکم تولیت آستان قدس به واعظ طبسی این جایگاه را در دو کفه ترازو تعیین کردند، یک کفه آستان قدس و کفه دیگر کتابخانه بود. معماری این بنا ترکیبی از کارهای دوره قبل از ایلخانی، صفوی و قاجار تا معماری امروزی موجود در حرم است. در و دیوار، سقف، آمفی تئاتر و سالن قدس نمونه‌ای از هنرهای مختلف از جمله کارهای دستی، خطاطی، گچبری و مقرنس کاری است.
سالانه نیم میلیارد کتاب از نمایشگاه بین‌المللی کتاب تهران خریداری می‌شود و از جایی که مخازن این کتابخانه همیشه با کمبود جا مواجه است، بنابراین مکانی از ورودی بست طبرسی قبل از ورود به صحن انقلاب زیر کتابخانه حرم خالی شده که این مکان برای توسعه مخازن و ایجاد قرائت‌خانه اختصاص یافته است و امکان دسترسی عموم به آن وجود ندارد. لذا اگر مسجدی خواستار قرار گرفتن در زیر مجموعه کتابخانه آستان قدس است مجهز می‌شود و در دسترس عموم قرار می‌گیرد. همچنین تلاش آستان قدس این است که در هر منطقه یک کتابخانه ایجاد کند. به گفته رئیس سازمان کتابخانه‌ها، موزه‌ها و مرکز اسناد آستان قدس رضوی مخازن جدید آستان قدس رضوی به مساحت ۹۰۰۰ متر مربع تا پایان سال ۱۴۰۰ به بهره‌برداری خواهد رسید.

## حجم منابع
تعداد کتاب‌های خطی موجود در آن تا سال ۱۳۹۰ بالغ بر ۸۱٬۰۰۰ نسخه بوده‌است که ۱۱٬۰۰۰ نسخه آن اهدایی از جانب سید علی خامنه‌ای بوده‌است. به گفته نورالدین سنابادی عزیز کتابخانه دارای نسخ خطی ۱۰۰ هزار و ۵۵۴، ۱۴۷ هزار و ۳۴ نسخه در بخش سمعی بصری در قالب لوح فشرده و نرم‌افزار، ۵۸ هزار کتاب چاپ سنگی، ۴ میلیون و ۸۸ هزار و ۷۶۷ جلد کتاب چاپی است. ۱۳ میلیون و ۴۱۰ هزار و ۹۵۰ برگ سند، ۱۰۸ هزار قطعه عکس، ۱۱ میلیون و ۲۲۶ هزار و ۷۵۷ موارد غیر کتابی مثل سی دی، یک میلیون و ۹۲۷ هزار و ۲۴۰ نشریه در کتابخانه نگهداری می‌شود.
زاهدی رئیس سابق سازمان کتابخانه‌ها، موزه‌ها و مرکز اسناد آستان قدس رضوی با اشاره به این که اسناد نفیس موجود در این سازمان تنها اسنادی است که ثبت جهانی شده‌است، مطرح کرد: در حال حاضر بیش از ۱۵۵ هزار نسخه کتاب خطی و چاپ سنگی نفیس و نایاب در گنجینه مخطوطات آستان قدس رضوی نگهداری می‌شود.
زاهدی ادامه داد: یک میلیون و ۷۵۰ هزار نشریه و روزنامه در مدیریت امور اسناد و مطبوعات آستان قدس رضوی موجود است که پژوهشگران با بهره‌مندی از خدمات تالار محققان می‌توانند از منابع این مجموعه استفاده کنند.
زاهدی یادآور شد: قدمت کتابخانه آستان قدس رضوی مربوط به ۱۱ قرن قبل است، که در گذشته تعداد منابع ۸۰ هزار جلد بوده و امروز به سه میلیون و ۶۰۰ هزار جلد کتاب افزایش یافته‌است.

### نسخه های خطی
مجموع نسخ خطی این کتابخانه بیش از ۱۰۰ هزار عدد است. در بین آثار تاریخی می‌توان به نگهداری قرآن‌های دست خط دوازده امام به جز حجت بن الحسن اشاره کرد و از نسخه‌های‌ علمی موجود، می‌توان مبانی علم گیاه‌شناسی و داروهای گیاهی «الحشایش و خواص الاشجار» و «الحاوی» زکریای رازی در قرن ۴ را نام برد.

## معاونت‌ها و ادارات کل وابسته
معاونت و اداره این مجموعه از بخش‌های ذیل تشکیل می‌شود:
- معاونت هماهنگی و رئیس کتابخانه مرکزی
- معاونت امور موزه‌ها
- مدیریت امور اسناد و مطبوعات
- معاونت کتابخانه‌های وابسته
- معاونت فضای مجازی
- اداره فناوری اطلاعات
- اداره مخطوطات و نفایس خطی
- اداره حفاظت و مرمت منابع
- اداره کتابخانه عمومی
- اداره خدمات کتابداری
- اداره پژوهش و معرفی آثار
- اداره گنجینه ها
- اداره اسناد
- اداره مطبوعات

## کتابخانه‌های وابسته
این کتابخانه دارای بیش از ۵۱ کتابخانه وابسته در این شهر و سایر شهرهای ایران و یک کتابخانه در کشور هند است.